# Scrat’s Continental Crack-Up
Scrat’s Continental Crack-Up ist ein computeranimierter Kurzfilm der Blue Sky Studios und wurde von 20th Century Fox vertrieben. Der Film ist ein Ableger von Ice Age und handelt von Scrat und wurde als Vorfilm zu Gullivers Reisen – Da kommt was Großes auf uns zu sowohl in 2D, als auch in 3D in den Kinovorstellungen gezeigt. Da Gullivers Reisen erst 2011 in den deutschen Kinos erschien, kam auch Scrat’s Continental Crack-Up 2011 in die Kinos.

## Handlung
Das Hörnchen Scrat lebt in der Eiszeit. Der Film beginnt damit, dass Scrat an der Eisplatte eines Berges entlang schnüffelt, um einen Ort zu finden, an dem er seine Eichel sicher verstecken kann. Als er sie ins Eis stecken will, öffnet sich eine Spalte. Daher nimmt Scrat die Eichel wieder heraus und verriegelt das Eis mit Schnee, um Schlimmeres zu vermeiden.
Bei seinem zweiten Versuch scheitert er abermals – obwohl er es vorsichtiger macht. Diesmal bricht allerdings das Eis und der Berg teilt sich. Scrat fällt nach unten, am Dinosaurier Rudy und seinem Reiter Buck, im Dschungel unter der Erde vorbei. Er versucht sich zwar an der Felswand festzuhalten, doch durch die Reibung fangen seine Pfoten an zu glühen. Als er versucht sie auszupusten, gerät er in einen Feuerball. Über die Erdkruste fliegt Scrat, durch den Erdmantel nach unten bis zum Erdkern, der sich als ein fester Metallkern entpuppt.
Daraufhin sieht man die Erde vom Weltraum aus, wie sie vor einer langen Zeit aussah. Scrat versucht, an seine Eichel heranzukommen, jedoch rollt sie ihm davon. Um sie zu fassen, rennt Scrat los, doch rollt auch die Eichel weiter. Dabei entstehen die Kontinente in der heutigen Form: erst Australien, dann Afrika.
Als sich dieser Kontinent trennt, fressen die Giraffen von den sich trennenden Kontinenten die Baumblätter. Dabei müssen sie aber ihre Hälse immer weiter strecken, sodass es zu Mutationen kommt. Als Europa entsteht, spielt der Stiefel Italien eine ballförmige Insel zwischen Europa und Afrika vorbei – daraufhin ertönt ein Torruf.
Scrat verliert das Gleichgewicht und gerät ins Schleudern, sodass er immer wieder zwischen einem ebenfalls festen Erdmantel und dem Erdkern stößt. Als Folge entstehen Bauwerke wie die Große Sphinx von Gizeh. Wieder im Gleichgewicht fängt er die Eichel auf.
Sein Körper verhakt sich dabei im Kern und sein Kopf schleudert diesen mit den Armen und der Nuss gegen den felsigen Erdmantel. Schließlich hört sich der Kern auf zu drehen, doch durch Scrats elastischen Körper dreht sich dieser anschließend wieder in die andere Richtung. Er fliegt dadurch aus dem Erdinneren hinaus in den Himmel, wobei die Kontinente noch am entstehen sind.
Bei der Landung fällt er kopfüber auf eine einsame Eisscholle im Meer. Durch den Aufprall trennt sich diese – auf der einen Seite die Eichel, auf der anderen Scrat. In der abschließenden Szene versucht Scrat verzweifelt, seine Eichel zu bekommen.

## Hintergrund
Der Film war sowohl Marketing für Gullivers Reisen – Da kommt was großes auf uns zu als auch zu Ice Age 4: Voll verschoben, der 2012 in die Kinos kam. Ebenso als Vorschau für den letztgenannten Film ist die Fortsetzung Scrat’s Continental Crack-Up: Teil 2, die beide in den vollendeten Film eingebaut wurden.